# We The Kings
A We The Kings egy amerikai rock együttes a floridai Bradentonból. Az önmagukról elnevezett debütáló albumuk 2007-ben jelent meg, amely tartalmazza a Check Yes Juliet című platinalemezt, amiből több, mint 250 000 példányt adtak el az Egyesült Államokban. Második lemezükön, a Smile Kid-en megtalálható a Top 40-es We'll Be a Dream (Demi Lovato közreműködésével) és a Heaven Can't Wait. A zenekar legutoljára, a 2011-ben megjelent albumával, a Sunshine State Of Mind-dal elnyerte az MTV Díjátadón az Év Leginnovatívabb Videóklipje díjat a Say You Like Me-ért. Az együttes nemrég együtt turnézott a kanadai Simple Plan-nel a Vans Warped Turnén, ahol nagyszínpados fellépők voltak.

## Fordítás
- Ez a szócikk részben vagy egészben a We the Kings című angol Wikipédia-szócikk ezen változatának fordításán alapul.  Az eredeti cikk szerkesztőit annak laptörténete sorolja fel. Ez a jelzés csupán a megfogalmazás eredetét és a szerzői jogokat jelzi, nem szolgál a cikkben szereplő információk forrásmegjelöléseként.